# Друскининкай
Дру́скининкай (лит. Druskininkai, в довоенный период по-русски именовался Друске́ники, а в дореволюционный период иногда Друзге́ники, Друзкеники) — город и курорт на юге Литвы, административный центр Друскининкайского самоуправления в Алитусском уезде. Самый южный город Северной Европы.

## Название
Первое упоминание деревни Друскеники относится к 1563 году (Литовская метрика). Название происходит от литовского слова druskininkas, которое означает занимающегося соляным промыслом, которое в свою очередь происходит от литовского слова «druska» («соль»). Название связано с наличием на территории города источников с солоноватой минеральной водой, которые с XX века стали основой курортной индустрии города. Название может толковаться и просто как место с источниками солёной воды с типичным литовским суффиксом -ининк-, идентичным русскому -е(ч)ник-, -аник-, -няк-: ср. Шальчининкай — Солечники, Валькининкай — Олькеники, Медининкай — Медники.

## Положение и общая характеристика
Самый южный город в Литве. Расположен на правом берегу Немана у впадения в него Ратничи, в 129 км от Вильнюса, в 128 км от Каунаса и в 42 км от Гродно.
С юга к центру города примыкают озёра Друсконис, Виюнелес и Мяргялю Акис («Глаза девушек»), окружённые лесами. Ещё три озера расположены на юго-восточной границе города.
Бальнеологический, грязевой и климатический курорт. В Друскининкае около десятка SPA-центров и свыше 100 гостиниц, мини-отелей и гостевых домов.

## Население
| 2001    | 2002    | 2003    | 2004    | 2005    | 2006    | 2007    | 2008    | 2009    | 2010    | 2011    | 2012    |
| ------- | ------- | ------- | ------- | ------- | ------- | ------- | ------- | ------- | ------- | ------- | ------- |
| 18 278  | ↘18 078 | ↘17 900 | ↘17 123 | ↘16 637 | ↘16 224 | ↘15 963 | ↘15 717 | ↘15 620 | ↘15 436 | ↘14 838 | ↘14 434 |
| 2013    | 2013    | 2014    | 2015    | 2016    | 2017    | 2017    | 2018    | 2019    | 2020    | 2021    | 2022    |
| ↘14 172 | ↘14 128 | ↘13 762 | ↘13 568 | ↘13 226 | ↘12 790 | ↘12 576 | ↘12 441 | ↘12 209 | ↘12 065 | ↗12 908 | ↘12 730 |
| 2023    |         |         |         |         |         |         |         |         |         |         |         |
| ↗13 170 |         |         |         |         |         |         |         |         |         |         |         |

В 1970 году насчитывалось 11 тыс. жителей, летом 2003 года — 17 601 житель в пределах городской черты, а вместе с окрестными деревнями — 25 075 жителей (среди них 21 750 католиков, 820 православных, 220 иудеев, 40 свидетелей Иеговы, 21 евангелист и др.). На 1 июля 2017 года в пределах городской черты проживало 12 576 человек, а в пределах территории самоуправления (вместе с пригородными деревнями) 19 747 человек.

## История

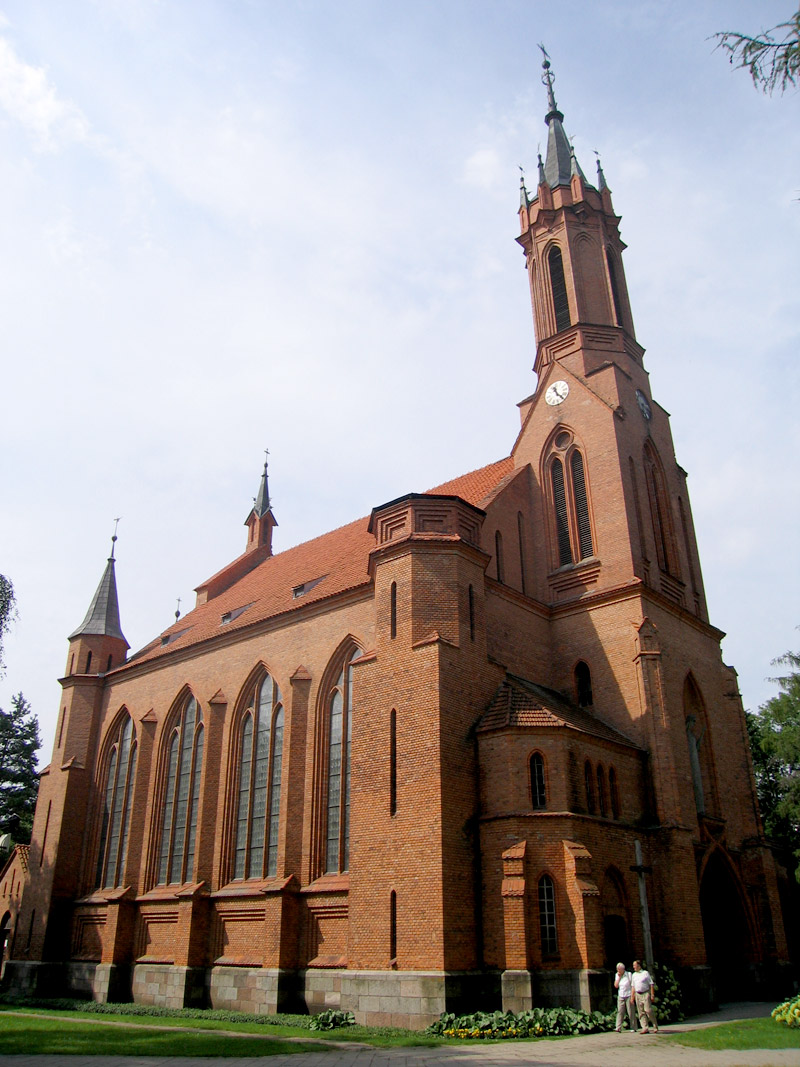
Костёл Пресвятой Девы Марии Шкаплерной

### XVII—XVIII века
Статус курорта Друскеники получили в 1793 году, когда личным врачом польского короля и великого князя литовского Станислава Августа были экспериментально подтверждены целебные свойства минеральных источников. Известность же минеральные источники приобрели ещё в конце XVII века, когда местный крестьянин Пранас Сурутис (Сураучюс) и его дети прославились в окрестностях как «целители».

### XIX век
Как указывает И. Фонберг, в 1830 году Румелл впервые произвёл химический анализ воды одного минерального источника в деревне Друскеники и установил наличие солей натрия и кальция, а также гипса и сульфатов магния. На основании этих данных Гродненское общество врачей впервые дало бальнеологические указания для посетителей минеральных источников Друскеник.
В 1835 году профессор химии Виленского университета Фонберг представил на Высочайшее имя доклад о лечебных свойствах минеральных источников, после чего в декабре 1837 года повелением императора Николая I основан курорт Друскеники. Как утверждает Еврейская энциклопедия Авраам Каценеленбоген (1798—1873) «открыл минеральные воды в Друскениках, за что получил награду в 1837 году при письменной благодарности от гродненского губернатора Доппельмейера». В первой половине XIX века во время курортных сезонов Друскеники становились «летней столицей» Литвы, поскольку в Европе распространилась мода пребывать «летом на водах», а польско-литовская знать и интеллигенция своим патриотическим долгом полагала пребывание на своём, литовском курорте. В 1861 году в городе зафиксировано 9 минеральных источников, а в 1884 году их было уже 16.
В 1891 году К. Ругевич впервые установил зоны санитарной охраны Друскеникских минеральных источников, имевшие большое значение для дальнейшего упорядочения состояния курорта.

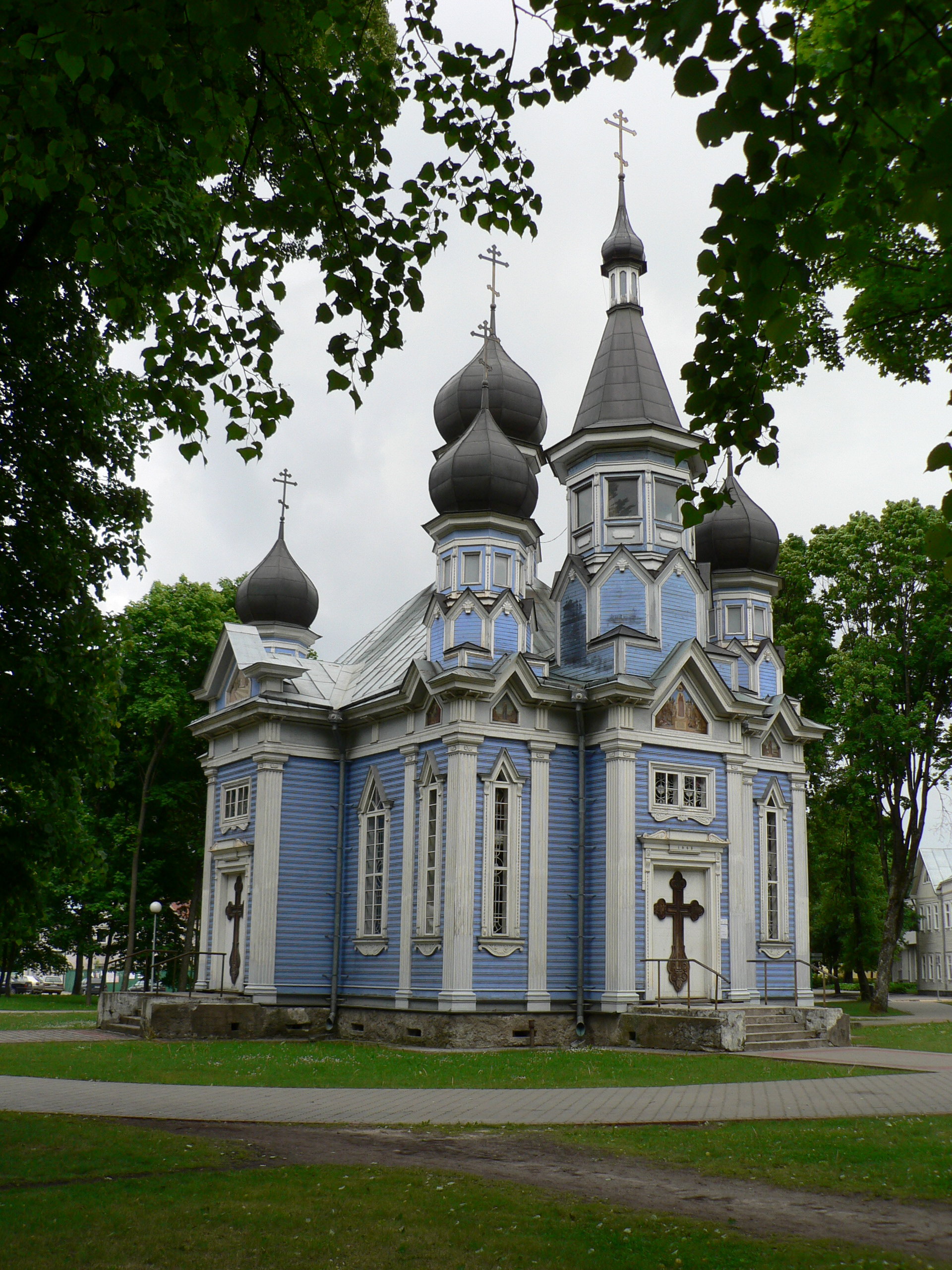
Храм в честь иконы Божией Матери «Всех скорбящих Радосте»

Наплыв больных и раненых после Крымской войны побудили гродненского вице-губернатора Я. П. Рожнова принять меры к устройству в Друскениках временного православного храма в частном доме (1857). На его же средства построена церковь в честь иконы Божией Матери «Всех скорбящих Радосте» (1865).

### XX век
К концу XIX века курорт ежегодно принимал до 50 тысяч гостей, а в период между Первой и Второй мировой войнами (находясь в составе Польши) — до 100 тысяч человек. Именно в межвоенные годы в Друскениках была проведена серьёзная модернизация курорта, перестроены санатории, создана современная для тех лет инфраструктура и научно-техническая база для лечения.
Со 2 ноября 1939 года и до 6 ноября 1940 года Друскеники входили в состав Белорусской ССР. С образованием Литовской ССР и включением её в состав СССР в результате переговоров делегаций Литовской ССР и Белорусской ССР, проходивших в Гродно 1—2 октября 1940 года, курорт Друскининкай с окрестными деревнями 6 ноября 1940 года передали Литовской ССР.
Во время Второй мировой войны евреев города фашисты согнали в гетто и впоследствии убили.
В советское время инфраструктура курорта была приспособлена для массового курортного лечения и отдыха, действовало 10 санаториев.
В 1950—1955 годах Друскининкай являлся центром Друскининского района.

## Транспорт
Через город проходил исторический Великий литовский путь, одна из важнейших дорог Речи Посполитой, соединявшая столицу Польского королевства Варшаву со столицей Великого княжества Литовского Вильной.
В XX веке в Друскининкае действовала железнодорожная станция — конечная на железнодорожной ветке Поречье (Белоруссия) — Друскининкай, ответвляющейся от железнодорожной линии Вильнюс — Гродно. В 1990-х годах, в связи с уменьшением пассажиропотока, а также с тем, что часть железнодорожной линии, связывавшей Друскининкай с Вильнюсом, оказалась на территории Республики Беларусь, железнодорожная станция в Друскининкае была закрыта. Некоторое время осуществлялись только грузовые железнодорожные перевозки, впоследствии прекратились и они, рельсы на железнодорожном полотне были разобраны. В городе развита сеть городских автобусных маршрутов, связывающая также город с соседними деревнями, есть такси.
Из России в Друскининкай можно добраться через Вильнюс или через Гродно. Автобус из Вильнюса в Друскининкай идёт около двух часов, из Гродно в Друскининкай можно доехать за один—два часа. Прохождение границы на автобусе — без очереди.
С городского автовокзала отправляются автобусы в города Литвы (Вильнюс, Каунас, Алитус, Паланга, Утена и другие), а также в близлежащие страны (Белоруссия, Польша).

## Экономика

### Курортное лечение и СПА
Минеральные воды Друскининкая относятся к группе хлоридных натриево-кальциевых вод. В разных скважинах вода различается по составу и по степени минерализации (может быть слабой, средней и высокой минерализации). См. таблицу состава минеральных вод Друскининкая.
До 1930 года на курорте Друскининкай для лечебных целей использовались воды естественных восходящих минеральных источников, хотя на необходимость эксплуатации минеральных вод скважинами указывалось ещё в конце XIX века. В 1930 году на курорте была пробурена первая скважина глубиной 298 м, названная позже источником «Марите Мельникайте». Эта скважина на глубине 290 м вскрыла напорные самоизливающиеся воды, которые, по данным А. Сафаревича, содержали 57 г солей в 1 л. В 1931 году там же была пробурена вторая скважина глубиной 330 м, названная источником «Витаутас».
В советское время в Друскининкай приезжало по 400 тыс. отдыхающих в год. После распада СССР количество туристов и отдыхающих сократилось.
Однако в 2000-х годах город ожил: были построены новые дома отдыха, санатории и оздоровительные центры. В большинстве санаториев есть СПА-центры, предлагающие процедуры с использованием минеральной воды, лечебной грязи и соли; у больших санаториев есть собственные скважины с минеральными водами; в некоторых есть банные комплексы и бассейны с программами кинезо- и акватерапии. 26 декабря 2006 году в Друскининкае был открыт первый в Литве аквапарк, в 2011 году завершилось строительство снежной арены (Snow Arena). Город стал привлекать много туристов.
Санаторий Belorus, ранее являвшийся собственностью Белорусской ССР, а сейчас является госпредприятием Республики Беларусь.

## Достопримечательности

### Храмы, архитектура

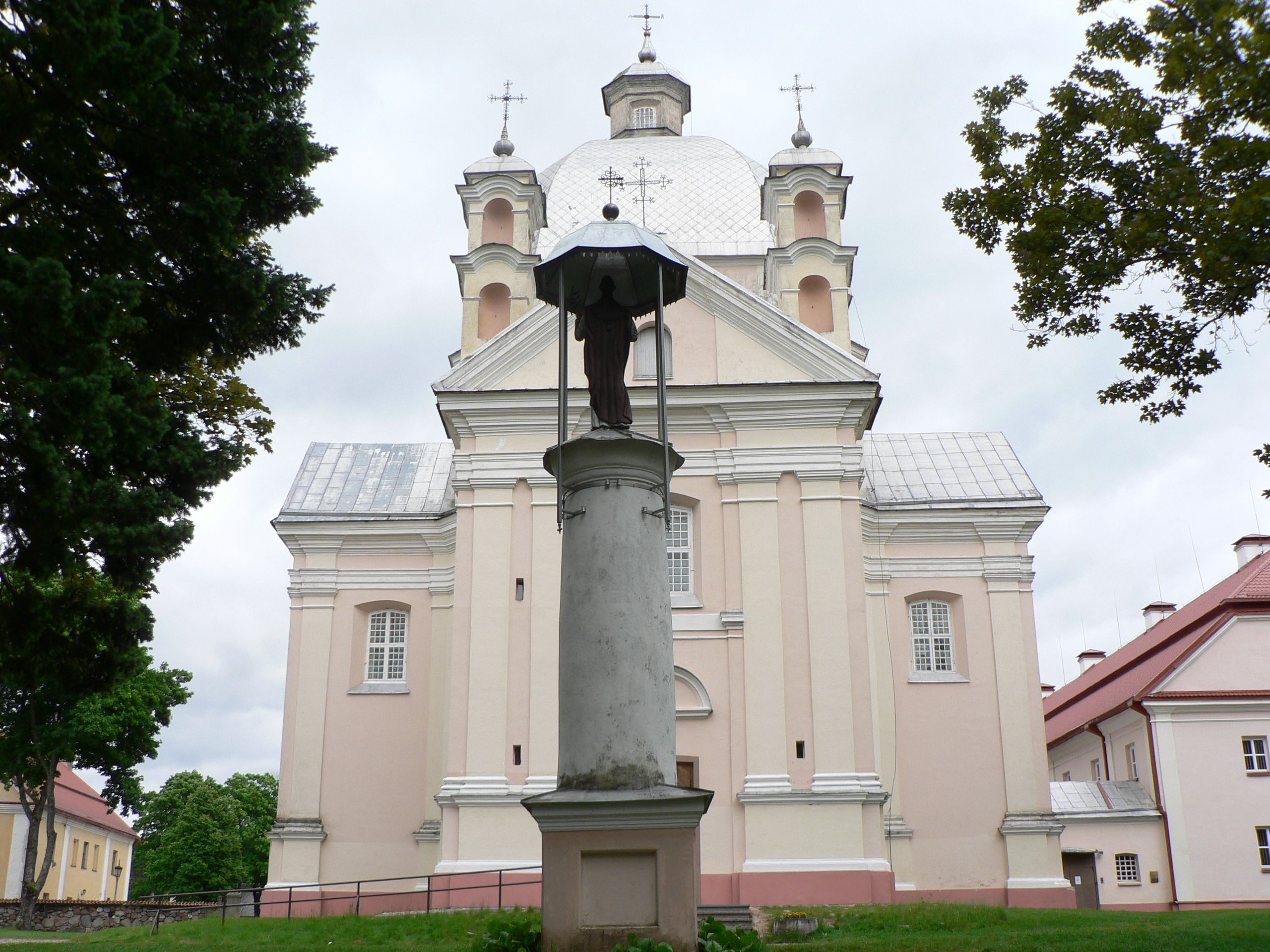
Доминиканский храм в Лишкяве близ Друскининкая (1720)

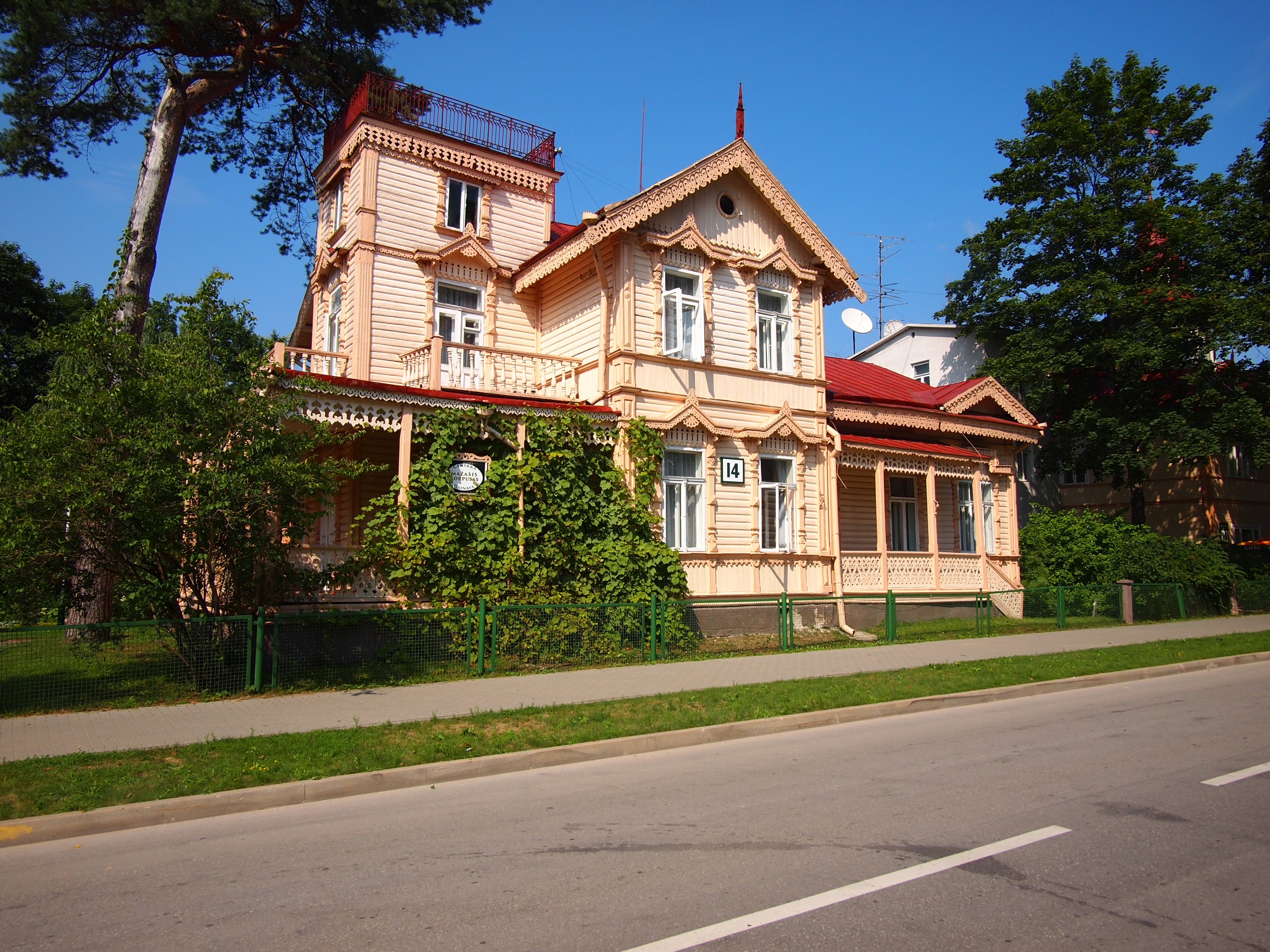
Друскининкай. Дом на Maironio gatve, 14

- Костёл Пресвятой Девы Марии Шкаплерной (в неоготическом стиле). Работа польского архитектора Стефана Шиллера отчасти напоминает костёл Святой Анны в Вильнюсе. Строительство храма было начато в 1912 году, прервано в годы Первой мировой войны, возобновлено в 1924 году и завершено в 1930 году.
- Православная церковь Иконы Божией Матери «Всех Скорбящих Радость». Построена в 1865 году на 10 тыс. серебряных рублей, пожертвованных вице-губернатором Гродно.
- Православная церковь святого Гавриила Заблудовского (1895)[15]. Находилась на Старом городском кладбище, разобрана в 2018 году[16].
- Старая дачная архитектура, хорошо сохранившаяся в некоторых районах города.

### Памятники
- Прижизненный памятник Донатасу Банионису (рядом с оздоровительным центром Grand SPA Lietuva). Скульптор Миндаугас Юнчис изваял выдающегося актёра сидящим на скамейке с книгой в руках, немного поодаль стоит журавль (в 2008 году Банионису вручили премию «Серебряный журавль»)[17].
- Памятник Чюрлёнису (1975; скульптор В. Вильджюнас, архитектор Р. Дичюс).
- Обелиск в память об узниках гетто в Друскининкае [скульптор Жак (Яков) Липшиц].

### Музеи и галереи

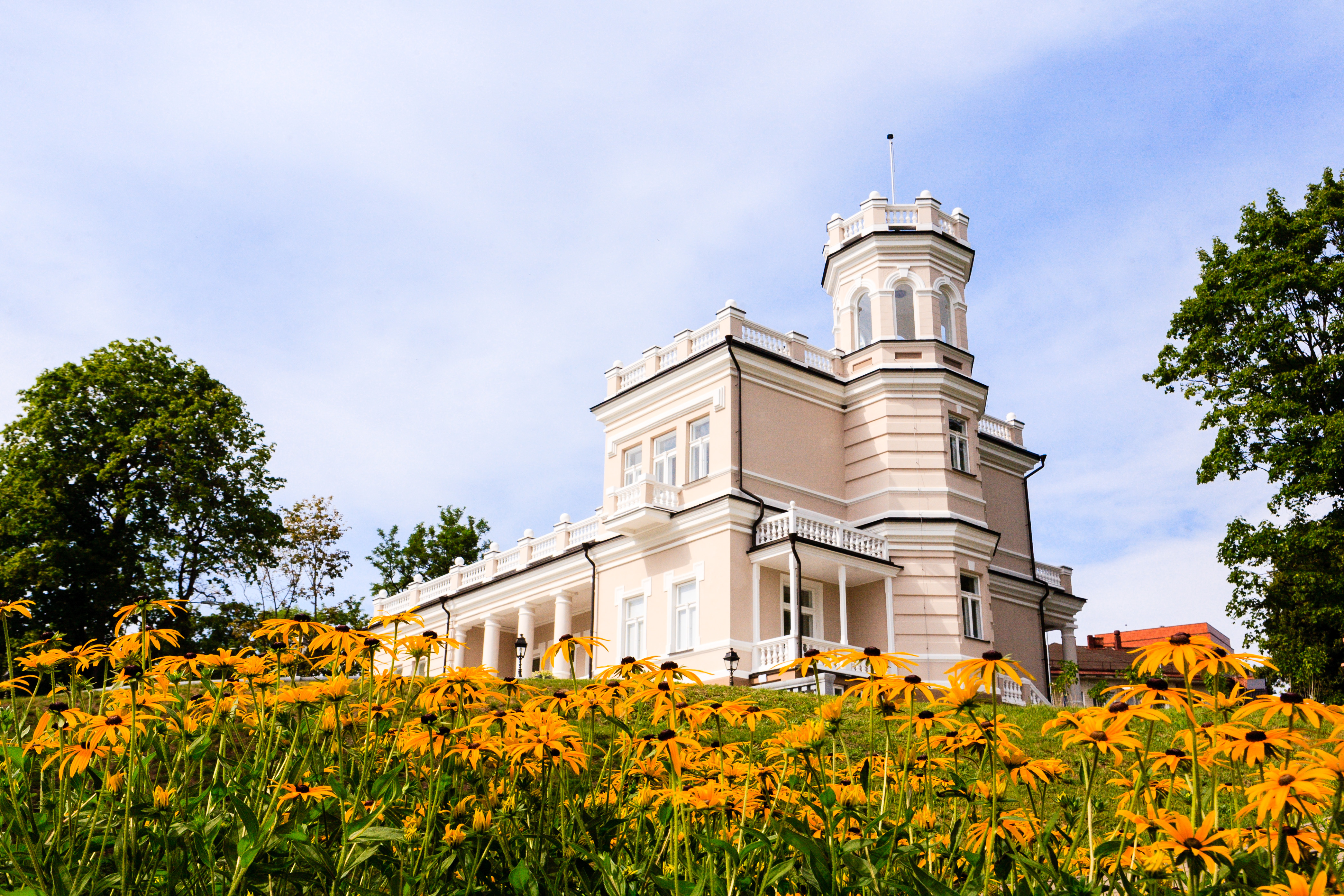
Здание Музея истории города (1905—1906; бывший дом Керсновского) до реставрации

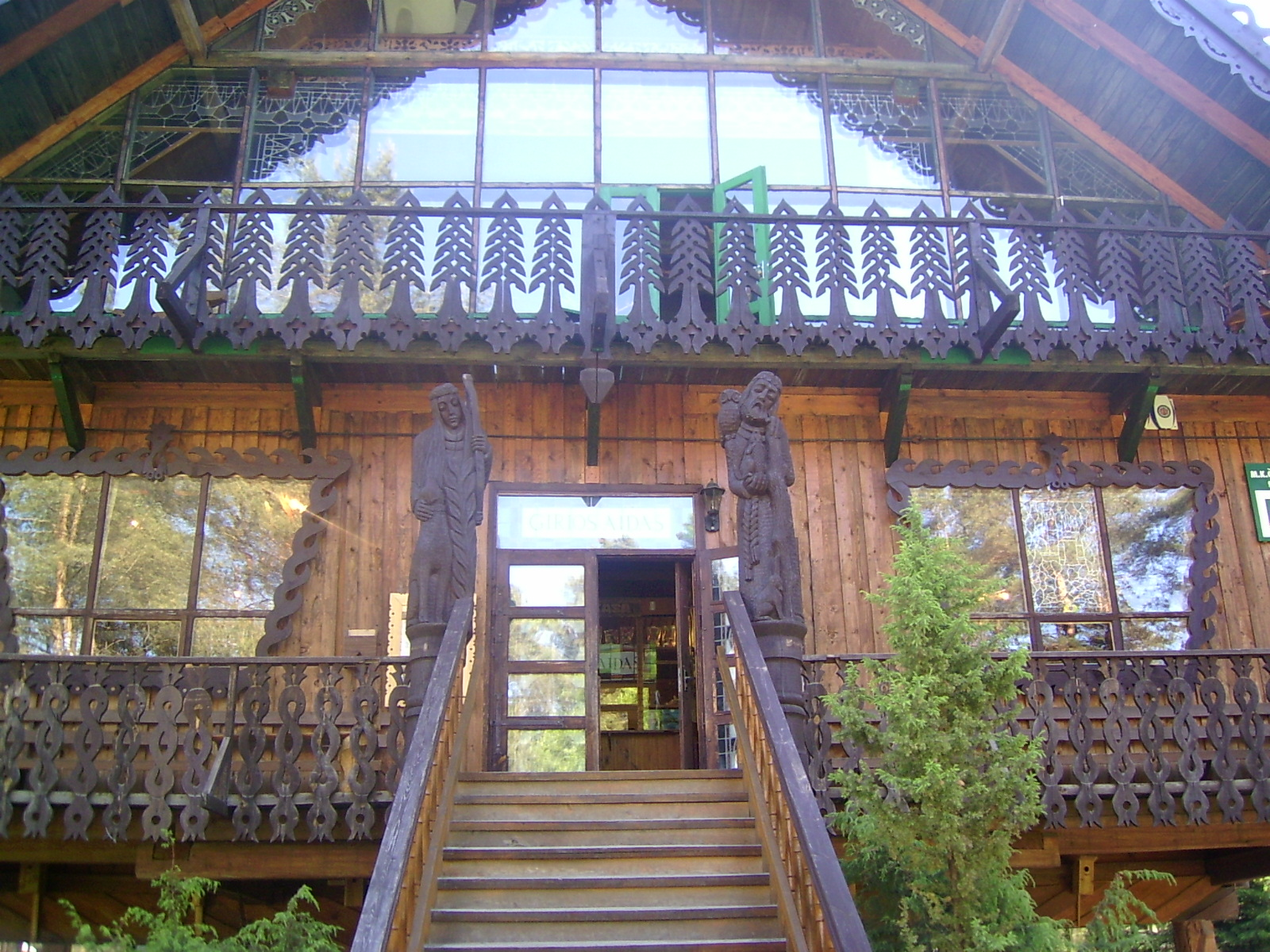
Здание музея «Эхо чащи»

- Мемориальный дом-музей М. К. Чюрлениса (ул. Чюрлёниса, 35).
- Мемориальный музей Жака Липшица.
- Музей истории города (ул. Чюрлёниса, 59).
- Музей сопротивления и ссыльных реликвий.
- Галерея Витаутаса Казимераса Йонинаса (филиал каунасского Национального художественного музея имени М. К. Чюрлёниса, открыта в 1993 году; M. K. Čiurlionio g. 41).
- Музей леса «Эхо чащи» (ул. Чюрлёниса, 116).

### Развлечения

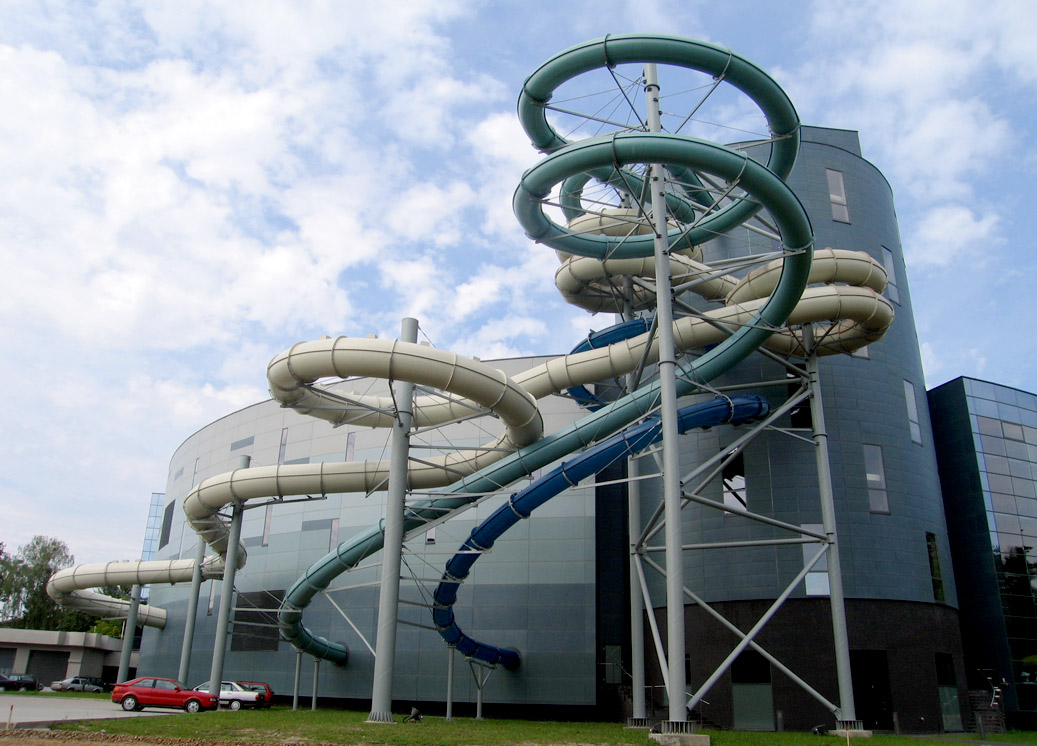
Друскининкайский аквапарк

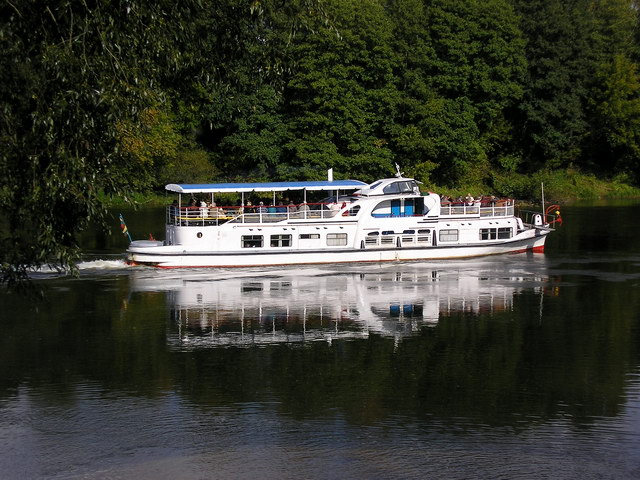
Экскурсия на пароходе по Неману (Нямунасу)

- Аквапарк — комплекс водных развлечений, бань и спа
- Snow Arena — круглогодичный горнолыжный склон в 2 км от города
- Парк приключений на берегу Немана — верёвочные тропы по лесу и через Неман
- Пляж на озере Vijunele в центре города, между ул. Чюрлёниса и ул. Соду
- Прокат велосипедов и сегвеев на Вильнюс-Аллее
- Летние концерты классической музыки во дворе музея Чюрлёниса
- Ежегодный театральный фестиваль
- Ярмарка народных промыслов и национальной кулинарии (в начале и в конце туристического сезона)
- Сырный рынок по субботам

### Прогулки
- Главная пешеходная улица Вильнюс аллея с большим количеством кафе и музыкальным фонтаном, выходящая к Аквапарку и канатной дороге.
- Велосипедная и пешеходная тропа Nemuno Takas в лесу вдоль Немана, начинающаяся от Аквапарка (длина 5 км)
- Солнечная тропа к юго-западу от города
- Аллеи вокруг озёр Друсконис и Виюнелес
- Парк имени К. Динейки с дорожками для прогулок, детскими и спортивными площадками, тренажерами, водными каскадами, банями и пр.

### Пригородная зона
- Парк скульптур и отдыха современного литовского мастера Антанаса Чеснулиса. Фактически — оригинальный музей деревянных скульптур на открытом воздухе. Расположен в усадьбе Чеснулиса близ деревни Науясодес, на берегу реки Ратничеле, в 3 км от городской черты[18].
- Парк Грутас — музей советского периода (дер. Грутас). Находится в 5 км от черты города.
- Деревня Швендубре (достопримечательность — так называемый Чёртов камень).
- Деревня Лишкява с барочным ансамблем костёла Пресвятой Троицы и доминиканского монастыря. На высоком левом берегу Немана, 9 км от черты города.

## Климат
Климат Друскининкая мягкий. В июне средняя дневная температура составляет +21 °С, в июле-августе — +22 °С. В январе, самом холодном месяце в году, средняя дневная температура достигает −3 °С. Пик сезона — июль-август, но туристы приезжают сюда весь год, потому что бальнеологические центры, аквапарк, спа-центры, искусственный горнолыжный склон, кафе, музеи работают круглый год.
| Показатель                     | Янв.  | Фев.  | Март  | Апр. | Май  | Июнь | Июль | Авг. | Сен. | Окт.  | Нояб. | Дек.  | Год   |
| ------------------------------ | ----- | ----- | ----- | ---- | ---- | ---- | ---- | ---- | ---- | ----- | ----- | ----- | ----- |
| Абсолютный максимум, °C        | 9,5   | 14,8  | 20,2  | 27,9 | 31,4 | 32,8 | 34,9 | 35,1 | 30,9 | 23,9  | 16,7  | 10,9  | 35,1  |
| Средний суточный максимум, °C  | −3,6  | −1,4  | 4,5   | 11,7 | 18,9 | 21,0 | 22,2 | 22,1 | 17,7 | 11,8  | 4,0   | 0,0   | 10,4  |
| Средняя температура, °C        | −5,2  | −4,3  | −0,4  | 5,8  | 12,4 | 15,8 | 16,9 | 16,4 | 11,9 | 7,1   | 1,8   | −2,3  | 6,3   |
| Средний суточный минимум, °C   | −8,5  | −7,6  | −3,6  | 1,8  | 7,3  | 10,9 | 12,4 | 11,8 | 8,1  | 4,0   | −0,5  | −4,9  | 2,6   |
| Абсолютный минимум, °C         | −35,8 | −36,3 | −26,3 | −12  | −3,7 | 0,1  | 2,1  | 0,3  | −3   | −13,7 | −16,7 | −28,5 | −36,3 |
| Норма осадков, мм              | 39    | 31    | 35    | 42   | 55   | 69   | 80   | 78   | 56   | 45    | 53    | 47    | 630   |
| Источник: Климатические данные |       |       |       |      |      |      |      |      |      |       |       |       |       |